# Vahanga
Vahanga is een atol in de Actéon groep in het het zuidoostelijke deel van de Tuamotuarchipel, in Frans-Polynesië. Het eiland is onbewoond, maar in het noordwesten van het eiland staan een aantal huizen. Dit wijst op vroegere en/of seizoensgebonden bewoning. Ook ligt hier een landingsplaats.
Vahanga ligt zo'n 7 km ten oosten van Tenararo, en 8 km ten westen van Tenarunga.

## Geografie

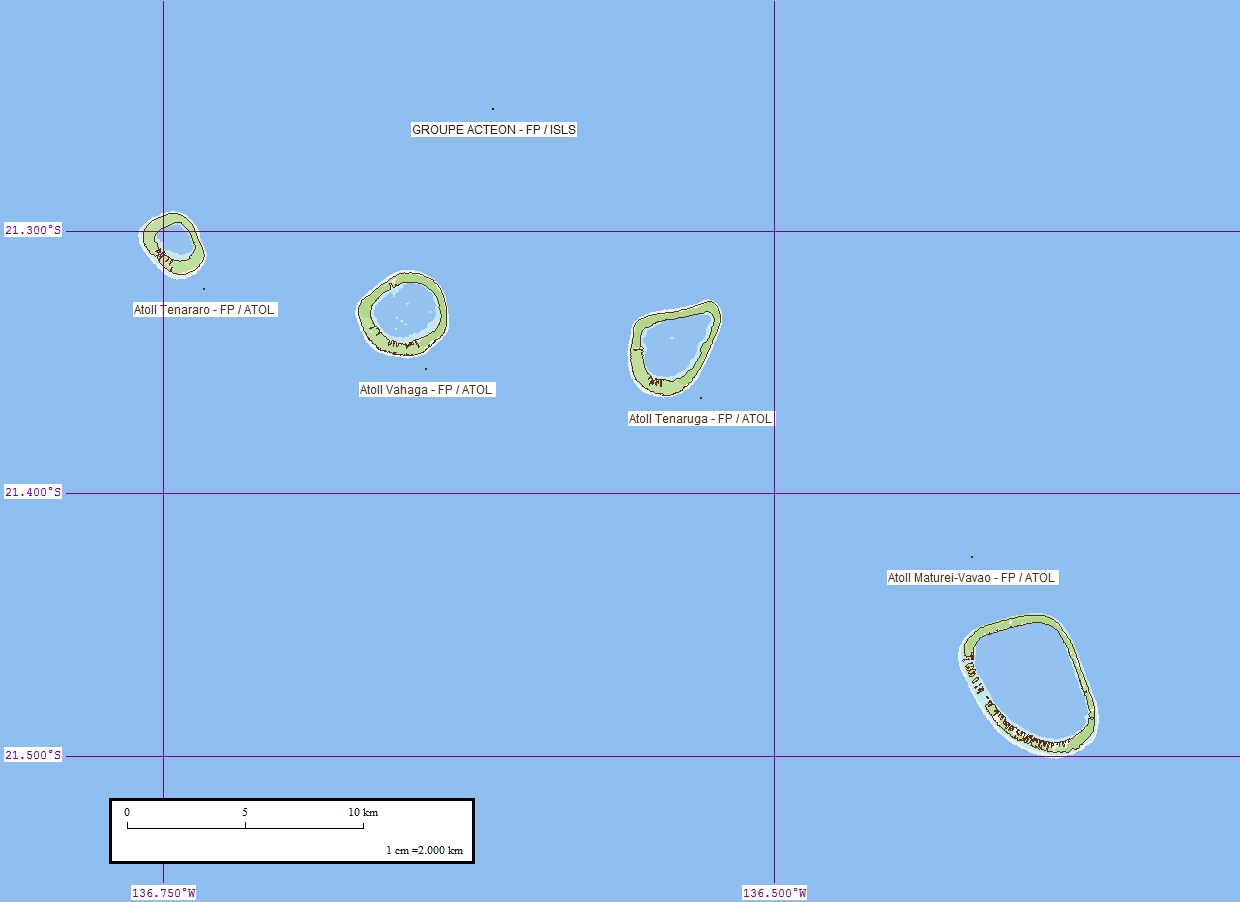
Vahanga is het tweede eiland van links.

Het atol is cirkelvormig, en heeft een diameter van 3,7 km. De lagune binnen het atol is niet bereikbaar per schip. De oppervlakte boven water bedraagt 2,8 km², de lagune heeft een oppervlakte van 12,6 km².
Administratief gezien behoort het atol tot de Îles Gambier.

## Geschiedenis
De eerste Europeaan die de Actéon groep ontdekte was Pedro Fernández de Quirós op 5 februari 1605. Hij beschreef de groep als "Vier eilanden gekroond met kokospalmen", en noemde de eilanden "Las Cuatro Coronadas". In 1833 werd de eerste niet dubbelzinnige melding gedaan door Kapitein Thomas Ebrill van een Tahitiaans vrachtschip, en hij noemde de groep Amphitrite, naar zijn eigen schip. In 1837 werd de naam Actéon definitief gekozen door kapitein Edward Russell, die de eilanden de naam gaf van zijn militair schip HMS Acteon.

## Ecologisch herstel
In 2006 werd een ecologisch project op schrift gezet door de Universiteit van Auckland, en de Société d'Ornithologie de Polynesie. Dit project had als doel de Polynesische rat op het Vahanga-atol uit te roeien onder ander door gebruik te maken van het gif brodifacoum. Het beoogde effect is verbetering of herstel van het leefgebied van een aantal vogelsoorten van de Rode Lijst van de IUCN. Genoemd werden vogelsoorten als de Tahitiaanse patrijsduif (Gallicolumba erythroptera), tuamotu-ijsvogel (Todiramphus gambieri), tuamotustrandloper (Prosobonia parvirostris), tuamotujufferduif (Ptilinopus coralensis), Murphy's stormvogel (Pterodroma ultima), zuidzeewulp (Numenius tahitiensis), phoenixstormvogel (Pterodroma alba) en saffierlori (Vini peruviana).  In 2013 werd het project als nog zijnde in uitvoering gemeld door BirdLife International.
Matureivavao · Tenararo · Tenarunga · Vahanga